# Dunhill

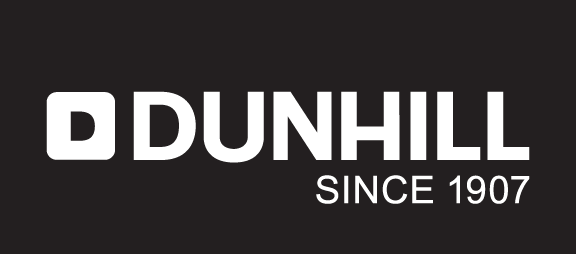
Logo de la marca

Dunhill es una marca de cigarrillos británica fabricados por la empresa British American Tobacco desde 1907.

## Historia
Dunhill fue fundada en Londres en marzo de 1907 por el especialista en tabaco e inventor Alfred Dunhill al abrir una tabaquería en la calle Duke en la zona de St James's. Dunhill ofrecía mezclas de tabaco formuladas según los gustos de sus compradores. La marca Dunhill fue introducida en 1908 e inicialmente no tenía un nombre muy glamoroso Absorbal. Fue diseñado para hacer frente a posibles riesgos sobre la salud y tenía "el primer filtro en el mundo" de algodón en su boquilla. Su eslogan era el "Cigarrillo higiénico". Los cigarrillos Dunhill tuvieron un royal warrant desde 1927 hasta 1995.

## Mercadotecnia
En varios mercados, estos cigarrillos poseen un valor superior al promedio, debido a la calidad que poseen. Los cigarrillos Dunhill se exportan principalmente hacia países de Europa, Oriente Medio, Asia del Sur, Sudáfrica, Corea del Sur, Pakistán, Chile, Argentina, Brasil, Malasia, Indonesia, Nueva Zelanda y Australia, entre otros. Adicionalmente, se pueden adquirir por Internet y en tiendas libres de Impuestos (Duty free) en numerosos aeropuertos internacionales.
Dunhill Light se comercializan en cajetillas predominantemente blancas, con un cuadrado filo biselado de rojo en el centro. Dunhill ha decidido eliminar este paquete y ha introducido la información de marketing a continuación en el mismo cigarrillo, aunque los niveles de dióxido de carbono y los niveles de nicotina se alteran.
Dunhill internacionales son comercializados con una cajetilla roja con bordes biselados y una lengüeta "resellable".
El tamaño de biselado de las cajetillas actuales Dunhill King (que vienen en sabor completo, light y light mentol) solo está disponible en los Estados Unidos a través de tiendas especializadas de cigarrillos.
La distribución de Dunhill en los Estados Unidos es gestionada por Reynolds American, que también comercializa la marca Camel. En Chile la distribución de esta marca, junto a Lucky Strike, Pall Mall, entre otros, la realiza British American Tobacco Chile (ex Chiletabacos).